# Laxmanns Rohrkolben
Laxmanns Rohrkolben (Typha laxmannii) ist eine Pflanzenart aus der Gattung Rohrkolben (Typha) innerhalb der Familie der Rohrkolbengewächse (Typhaceae).

## Beschreibung

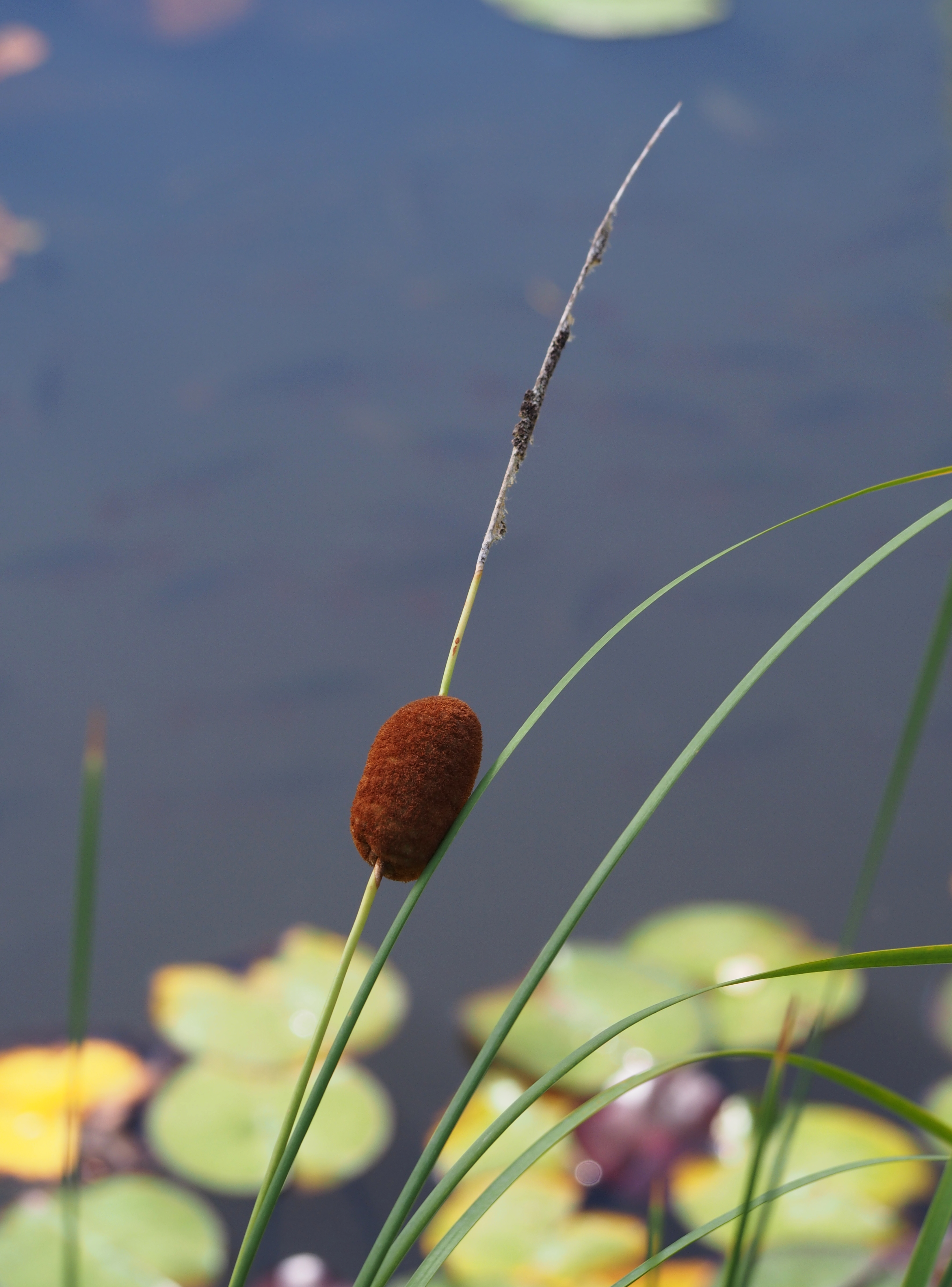
Blütenstand

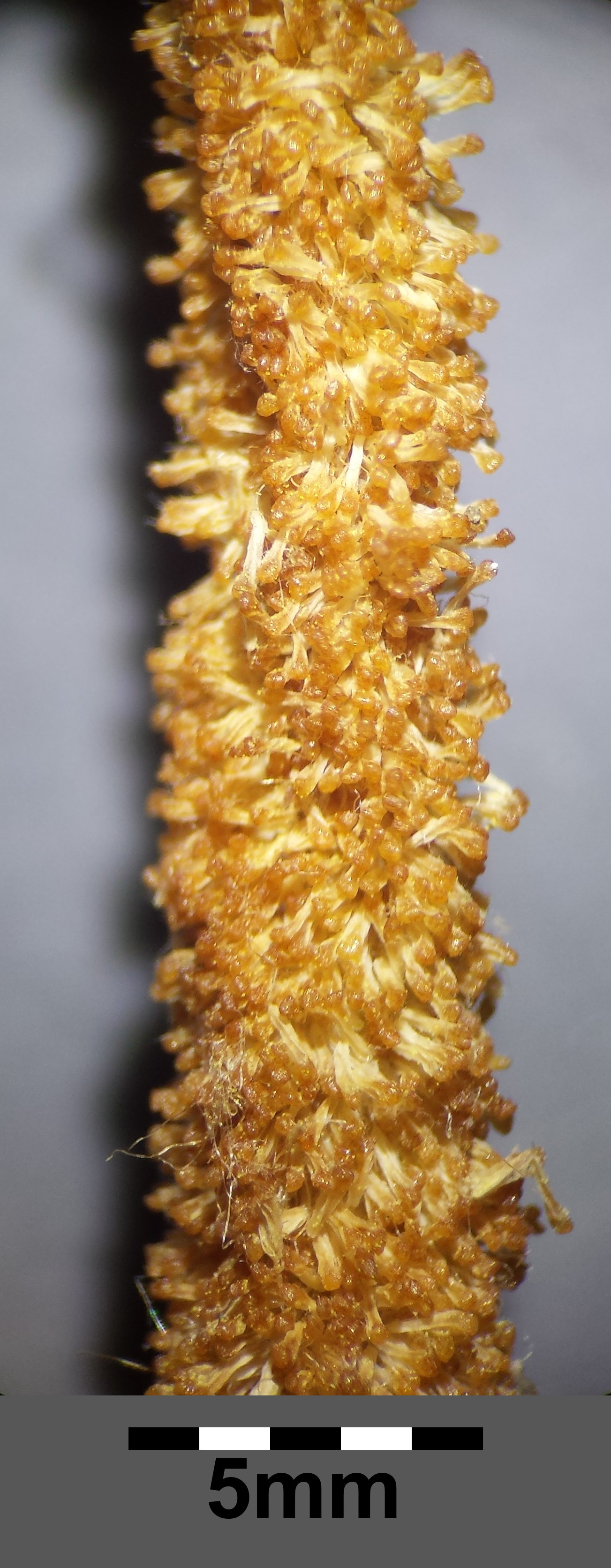
Männlicher Teil des Blütenkolbens

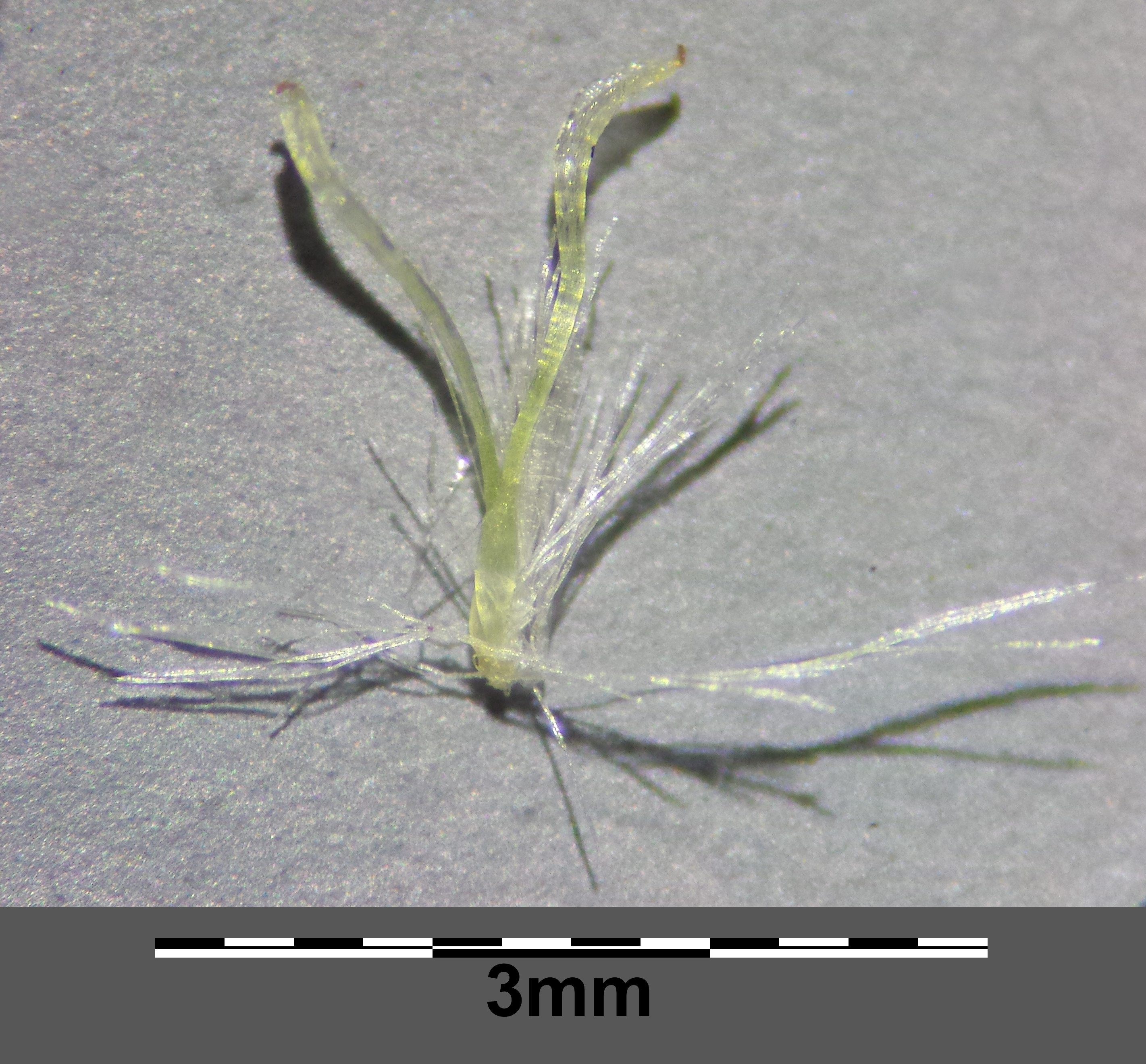
Weibliche Blüte

### Vegetative Merkmale
Laxmanns Rohrkolben ist eine ausdauernde krautige Pflanze, die Wuchshöhen von 80 bis 130, selten bis zu 210 Zentimetern. Der Ausläufer ist nur etwa 5 Millimeter dick. Die Blattspreite ist mit einer Breite von 2 bis 4, selten bis zu 7 Millimetern relativ schmal und besitzt (im Querschnitt sichtbar) sechs, selten bis zu acht deutliche und zwei kleine randliche Luftkammern.

### Generative Merkmale
Die Blütezeit reicht Juni bis August. Der Blütenstängel trägt sechs oder sieben Blätter, die das oberen Ende des Kolbens nur wenig überragen. Der weibliche Abschnitt  des Kolbens ist 3 bis 5, selten bis zu 13 Zentimeter lang und hat beim Aufblühen nur einen Durchmesser von etwa 4 Millimetern, zur Fruchtzeit aber von 20 bis 25 Millimeter. Die Narbe ist im Gegensatz zum Schmalblättrigen Rohrkolben nicht linealisch, sondern später rhombisch verbreitert. Sie ist zur Anthese hell-grün, anfangs nur etwa 0,15 Millimeter lang, später bräunt sie sich von der Spitze her und verbreitert sich und ist dann 0,5 bis 0,8 Millimeter lang. Die weibliche Blütenhülle besteht aus drei oder vier Etagen mit 35 bis 40 Haaren, die bis zur Spitze gleichmäßig dünn sind. Der Abstand zwischen weiblichem und männlichem Kolbenabschnitt ist 2 bis 4 Zentimeter lang. Der männliche Kolbenabschnitt ist meist 8 bis 10 (5,5 bis 18) Zentimeter lang und damit fast doppelt bis viermal so lang wie der weibliche. Die männlichen Blüten besitzen ein bis drei, selten bis zu fünf Staubblätter und weißen Haaren als Blütenhülle, die bis zur Spitze gleichmäßig dünn sind. Die Samen sind 1 bis 1,2, selten bis zu 1,4 Millimeter lang.
Die Chromosomengrundzahl beträgt x = 15; es liegt Diploidie mit einer Chromosomenzahl von 2n = 30 vor.

## Vorkommen
Das Verbreitungsgebiet von Typha laxmannii reicht in Asien von der Türkei bis Japan und in Europa von Albanien, Griechenland, der europäischen Türkei, Bulgarien, Rumänien, der Ukraine zum europäischen Teil Russlands. In Frankreich, Belgien, im Vereinigten Königreich, Italien, Deutschland, Polen, Tschechien und der Slowakei ist sie ein Neophyt. In Deutschland kommt sie als Neophyt in Rheinland-Pfalz, in Baden-Württemberg, in Bayern, in Berlin-Brandenburg, Nordrhein-Westfalen, Sachsen und in Sachsen-Anhalt vor.
Laxmanns Rohrkolben gedeiht in Mitteleuropa an Fluss- und Seeufern, auch in Ziegeleigruben und Steinbrüchen, in denen Wasser gestaut ist. Pflanzensoziologisch gedeiht Typha laxmannii in Tschechien in einem kalkreichen Scirpo-Phragmitetum vor aus der Verband Phragmition communis.

## Systematik
Die Erstbeschreibung von Typha laxmannii erfolgte 1801 durch Iwan Iwanowitsch Lepjochin in Nova Acta Academiae Scientiarum Imperialis Petropolitanae, Band 12, Seite 84. Das Artepitheton laxmannii ehrt Erich G. Laxmann (1737–1796), einen finnischen Pfarrer in Sibirien, der von dort aus Reisen hauptsächlich zur Erforschung der Fauna des Landes gemacht hat. Synonyme für Typha laxmannii Lepech. sind: Typha minima subsp. laxmannii (Lepech.) Nyman, Typha latifolia subsp. laxmanii (Lepech.) Douin, Typha angustifolia var. minor L., Typha angustissima Griff. ex Rohrb., Typha balansae Reut. ex Rohrb., Typha bungeana C.Presl, Typha caucasica Lehm. ex Rohrb., Typha elliptica C.C.Gmel., Typha juncea Steven ex Rohrb., Typha juncifolia Montandon, Typha juncifolia Čelak., Typha media Barbieri ex Rohrb. nom. illeg., Typha minima Hoffm. nom. illeg., Typha minima var. nana (Avé-Lall.) Nyman, Typha minor (L.) Sm. nom. illeg., Typha minuta Schrenk ex Rohrb., Typha nana Avé-Lall., Typha poitiaei Poit. ex Rohrb., Typha stenophylla Fisch. & C.A.Mey., Typha veresczaginii Krylov & Schischk., Typha zerovii Klokov f. & Krasnova, Typha laxmannii var. bungei Krasnova, Typha laxmannii var. mongolica Kronf., Typha laxmannii var. planifolia Kronf., Typha laxmannii var. turczaninovii Krasnova.
Nach Euro+Med gehört in die Verwandtschaft von Typha laxmannii Lepech. auch Typha tichomirovii Mavrodiev, eine 2002 erstbeschriebene Art aus dem südlichen Russland und Typha valentinii Mavrodiev, eine 2000 erstbeschriebene Art aus der Türkei und Aserbaidschan.

## Nutzung
Sie wird gelegentlich auch als Zierpflanze verwendet.